# 델로보이 첸트르역 (칼리닌스코 솔른쳅스카야선)
델로보이 첸트르 역(러시아어: Деловой центр)은 모스크바 지하철 칼리닌스코 솔른쳅스카야 선의 역이다. 역명은 모스크바 국제 비즈니스 센터 내에 위치하여 따온 것이다.
2014년 1월 31일에 칼리닌스코 솔른쳅스카야 선의 델로보이 첸트르-파르크 포베디 구간이 개통되면서 개장했다. 2018년 2월 24일을 기해 폐쇄었으며 해당 노선의 열차는 볼샤야 콜체바야 선을 따라 운행한다.